# نیما رئیسی
نیما رئیسی (زاده ۳ مرداد ۱۳۵۴) دوبلور، بازیگر و خواننده ایرانی است.

## اوایل زندگی
نیما رئیسی در بیمارستان فامیلی رشت به دنیا آمد. او تمام دوران کودکی و نوجوانی خود را در شهرک مسکونی نکاچوب واقع در ساری و منطقه توریستی دشت ناز گذرانده است. او در سال‌های ۱۳۶۸ تا ۱۳۷۳ در شهر ساری اقامت داشته و پس از قبولی در دانشگاه به تهران مهاجرت کرد.

## آثار
- داستان یک شهر (۱۳۷۹)
- کمربندها را ببندیم (۱۳۸۳) (قسمت ۳۰ تا ۳۳)
- تنگنا (۱۳۸۵)
- عشق را خط نزن (۱۳۸۶)
- میوه ممنوعه (۱۳۸۶)
- پس از پایان (۱۳۸۷)
- لالایی برای بیداری (۱۳۸۷)
- تا فردا (۱۳۸۷)
- پروانه (۱۳۹۱)
- ستاره حیات (۱۳۹۲)
- دو لکه ابر (۱۳۹۴)
- حرف‌های بی مخاطب (۱۳۹۴)[نیازمند منبع]
- آمین (۱۳۹۴)
- پدر (۱۳۹۷)
- دل‌دار (۱۳۹۸)
- لونه شغال (۱۳۹۸)
- شاهرگ (۱۳۹۹)
- زندگی زیباست (۱۴۰۰)
- آنها (۱۴۰۰)
- تی‌ان‌تی (۱۴۰۲)

## گویندگی و دوبله
او از سال ۱۳۷۹ وارد عرصه گویندگی شد
| عنوان                          | نقش                                 | سال  | استودیو دوبلاژ    | توضیحات |
| ------------------------------ | ----------------------------------- | ---- | ----------------- | ------- |
| دیو و دلبر                     | دیو، گاستون، پدر دلبر، شمعدان، راوی | ۱۹۹۱ |                   |         |
| شرک ۱                          | شرک                                 | ۲۰۰۱ | گلوری             |         |
| شرک ۲                          | شرک                                 | ۲۰۰۴ | آواژه             |         |
| شرک ۳                          | شرک                                 | ۲۰۰۷ | آواژه             |         |
| شرک ۴                          | شرک                                 | ۲۰۱۰ | آواژه             |         |
| در جستجو نمو                   | کوسه                                | ۲۰۰۳ | گلوری             |         |
| سندباد:افسانه هفت دریا         | سندباد                              | ۲۰۰۳ |                   |         |
| شگفت انگیزان ۱                 | آقای شگفت انگیز                     | ۲۰۰۴ | گلوری             |         |
| شگفت انگیزان ۲                 | آقای شگفت انگیز                     | ۲۰۱۸ | آواژه             |         |
| عصر یخبندان ۱                  | سید و مندی                          | ۲۰۰۲ | گلوری             |         |
| عصر یخبندان ۳                  | سید                                 | ۲۰۰۹ | آوای ایرانیان     |         |
| عصر یخبندان ۴                  | سید                                 | ۲۰۱۲ | موج صدای ایرانیان |         |
| چگونه اژدهای خود را تربیت کنیم | استویک                              | ۲۰۱۰ |                   |         |
| ریو ۲                          | روبرتو                              | ۲۰۱۱ |                   |         |
| شیرشاه                         | موفاسا                              | ۲۰۱۹ |                   |         |
| لایتیر                         | باز لایتیر                          | ۲۰۲۲ |                   |         |
| ابر حیوانات لیگ دی سی          | سوپرمن                              | ۲۰۲۲ |                   |         |

- برنامه پارازیت از رادیو جوان[۱]
- نریشن تیزرهای تبلیغاتی ایرانسل
- گویندگی آنونس فیلم‌های شبی که ماه کامل شد و بوسیدن روی ماه، دراکولا، ابد و یک روز و بمب یک عاشقانه آرام

- کتاب‌های صوتی

چهار میثاق، تمرین نیروی حال،
غلاغه به خونه اش نرسید، پستچی همیشه دو بار زنگ می‌زند، بابالنگ دراز،
هنر همچون درمان، سه گزارش کوتاه دربارهٔ نوید و نگار

## تدریس
نیما رئیسی علاوه بر فعالیت‌های هنری در زمینه تئاتر، سینما، تلویزیون، دوبله و رادیو، در آموزشگاه‌های مختلفی به تدریس دوره‌های مرتبط با تربیت صدا، تقویت بیان، گویندگی و اجرا، بازیگری، فن بیان، … می‌پردازد.